# بون و پیش بون
بون و پیش بون (بام و پیش بام) اصطلاحی محلی در معماری سنتی بندر بوشهر می‌باشد.

## بون
بام(بون) محلی مناسب برای خوابیدن در شبهای تابستان بوده‌است. بدین منظور گاهی اتاقی کوچک جهت قرار دادن وسایل به نام سرپله داشته‌است. در برخی خانه های اعیانی دسشویی نیز در بام تعبیه شده‌است.

## انواع حصارها
بام دارای دو حصار خارجی و داخلی به نام معجر است.

## انواع حصارهای خارجی
حصارهای خارجی در اشکال متنوع زیر ساخته شده اند:
حصارهای کاملاً بسته ی سنگی با اندود گچ
حصارهایی با مصالح سنگی و اندود گچ با شبکه‌های کوچک
حصارهایی با ستونهایی سنگی و اندود گچی و نرده‌های ساده فلزی یا چوبی بین آنها
حصارهایی با ستونهای سنگی و اندود گچ و کرکری‌هایی بین آن‌ها  

## شیب بندی
شیب بندی سطح بام به نحوی بوده که آب باران به وسیلۀ شیفه (ناودانهای چهار گوش چوبی) به آب انبارها هدایت می شده‌است.

## پیش بون
پیش بون، به بام فضاهایی که دارای ارتفاع کمتری از بخشهای دیگر خانه بوده گفته می شده‌است. پیش بون نیز کاربردی شبیه به بام داشته‌است.